# Merodaque-Baladã I
Merodaque-Baladã I ou Marduque-Baladã I, contemporaneamente escrito em cuneiforme 𒀭𒀫𒌓𒌉𒍑𒋧𒈾 ᵈAMAR.UTU-IBILA-SUM-na (Marduk-apla-iddina I; que significa "Marduque lhe deu um herdeiro") foi um rei cassita que reinou na Babilônia entre 1 171 a.C. até 1 159 a.C., ou seja, no total de 13 anos. Ele sucedeu a seu pai Melisipaque II.
Durante o seu reinado, o conflito com Elão continuou. No reinado de seu pai Melisipaque, o rei elamita Sutruque-Nacunte, da dinastia sutrúquida, invadiu a Acádia, a Babilônia e Esnuna, levando a última delas as estátuas de Manistusu. Da mesma forma, o Código de Hamurabi e a Estela de Narã-Sim da Acádia foram trazidos para Susa.
Logo, após a sua morte, Merodaque-Baladã foi sucedido por seu filho Zababasumaidina.